# Formica amyoti
Formica amyoti is een mierensoort uit de onderfamilie van de schubmieren (Formicinae). De wetenschappelijke naam van de soort is voor het eerst geldig gepubliceerd in 1842 door Elie Jean François Le Guillou. De soort komt voor in Australië.